# What Can I Say
What Can I Say è un singolo del gruppo musicale svedese Dead by April pubblicato nel 2009.

## Tracce
1. What Can I Say – 3:04